# Mihály Uram
Mihály Uram (Budapest, 20 giugno 1924 – ...) è stato un calciatore ungherese, di ruolo centrocampista.

## Carriera
Giocò in Serie A con la Lucchese.